# Hippomorpha
Gli ippomorfi (Hippomorpha) sono un sottordine di mammiferi perissodattili che comprende tre famiglie: Equidae, Palaeotheriidae e Brontotheriidae.